# فلورينا بييرديفارا
فلورينا بييرديفارا (مواليد 29 مارس 1990) عداءة مسافات متوسطة رومانية. شاركت في سباق 1500 متر في بطولة العالم 2015 في بكين دون أن تتقدم من الدور الأول.

## أفضل النتائج الشخصية
خارجي
- 800 متر – 2:00.91 (مونغيونغ 2015)
- 1000 متر  [لغات أخرى]‏ – 2:39.69 (بوخارست 2015)
- 1500 متر – 4:07.95 (ليجنانو سابيادورو 2015)

داخلي
- 800 متر – 2:04.12 (بوخارست 2015)
- 1500 متر – 4:16.01 (إسطنبول 2015)

## مسابقات دولية
| العام                | المسابقة                        | المكان               | المركز               | حدث                  | ملاحظة                                                          |
| Representing رومانيا | Representing رومانيا            | Representing رومانيا | Representing رومانيا | Representing رومانيا | Representing رومانيا                                            |
| -------------------- | ------------------------------- | -------------------- | -------------------- | -------------------- | --------------------------------------------------------------- |
| 2007                 | World Youth Championships       | أوسترافا             | 5th                  | 800 m                | 2:06.60                                                         |
| 2007                 | European Youth Olympic Festival | بلغراد               | 1st                  | 800 m                | 2:07.41                                                         |
| 2008                 | World Junior Championships      | بيدغوشتش             | 22nd (h)             | 800 m                | 2:09.55                                                         |
| 2009                 | European Junior Championships   | نوفي ساد             | 16th (h)             | 1500 m               | 4:26.16                                                         |
| 2011                 | European U23 Championships      | أوسترافا             | 18th (h)             | 1500 m               | بطولة أوروبا لألعاب القوى تحت 23 سنة 2011 – سيدات 1500 متر ‏     |
| 2013                 | Universiade                     | قازان                | 9th (h)              | 1500 m               | 4:21.85                                                         |
| 2014                 | IAAF World Relays               | ناساو                | 7th                  | 4 × 800 m relay      | 8:23.12                                                         |
| 2014                 | IAAF World Relays               | ناساو                | 7th                  | 4 × 1500 m relay     | 8:23.12                                                         |
| 2014                 | European Championships          | زيورخ                | 4th                  | 800 m                | بطولة أوروبا لألعاب القوى 2014 – سيدات 800 متر ‏                 |
| 2015                 | European Indoor Championships   | براغ                 | 9th                  | 1500 m               | بطولة أوروبا لألعاب القوى داخل الصالات 2015 – سيدات 1500 متر ‏   |
| 2015                 | World Championships             | بكين                 | 30th (h)             | 1500 m               | بطولة العالم لألعاب القوى 2015 – سيدات 1500 متر ‏                |
| 2015                 | Military World Games            | مونغيونغ             | 4th                  | 800 m                | 2:00.91                                                         |
| 2015                 | Military World Games            | مونغيونغ             | 3rd                  | 1500 m               | 4:14.94                                                         |
| 2016                 | بطولة أوروبا لألعاب القوى 2016 ‏ | أمستردام             | 16th (sf)            | 800 m                | 2:02.75                                                         |
| 2016                 | بطولة أوروبا لألعاب القوى 2016 ‏ | أمستردام             | 9th (h)              | 1500 m               | 4:12.37                                                         |
| 2016                 | Olympic Games                   | ريو دي جانيرو        | 50th (h)             | 800 m                | ألعاب القوى في الألعاب الأولمبية الصيفية 2016 – سيدات 800 متر ‏  |
| 2016                 | Olympic Games                   | ريو دي جانيرو        | 25th (h)             | 1500 m               | ألعاب القوى في الألعاب الأولمبية الصيفية 2016 – سيدات 1500 متر ‏ |
| 2017                 | Jeux de la Francophonie         | أبيدجان              | 8th                  | 800 m                | 2:05.48                                                         |
| 2017                 | Jeux de la Francophonie         | أبيدجان              | 4th                  | 1500 m               | 4:21.74                                                         |

## روابط خارجية
- فلورينا بييرديفارا في اللجنة الأولمبية الدولية
- فلورينا بييرديفارا في الدوري الماسي